# Lycopodiaceae
Lycopodiaceae P.Beauv. è una famiglia di piante vascolari, l'unica appartenente all'ordine Lycopodiales DC. ex Bercht. & J.Presl.

## Morfologia e caratteristiche
Le Lycopodiaceae sono una famiglia di piante vascolari della classe Lycopodiopsida, i cui protalli sono ben sviluppati e di morfologia assai varia. Essi sono formati nella maggior parte dei casi da una parte inferiore vegetativa ed una superiore riproduttiva. Il protallo si sviluppa soltanto se si forma una microrrizia con un fungo simbionte. Lo sporofito è allungato e ramificato, molto foglioso.

## Tassonomia
La famiglia comprende i seguenti generi:
- Sottofamiglia Lycopodielloideae W.H.Wagner & Beitel ex B.Øllg.
  - Lateristachys Holub
  - Lycopodiella Holub
  - Palhinhaea Franco & Vasc.
  - Pseudolycopodiella Holub

- Sottofamiglia Lycopodioideae W.H.Wagner & Beitel ex B.Øllg.
  - Austrolycopodium Holub
  - Dendrolycopodium A.Haines
  - Diphasiastrum Holub
  - Diphasium C.Presl ex Rothm.
  - Lycopodiastrum Holub ex R.D.Dixit
  - Lycopodium L.
  - Pseudodiphasium Holub
  - Pseudolycopodium Holub
  - Spinulum A.Haines

- Sottofamiglia Huperzioideae W.H.Wagner & Beitel ex B.Øllg.
  - Huperzia Bernh.
  - Phlegmariurus Holub
  - Phylloglossum Kunze